# Fokas
Fokas (ur. ok. 570, zm. 5 października 610) – cesarz bizantyjski w latach 602-610.
Rok i miejsce urodzenia przyszłego cesarza są nieznane. Wiadomo, że był niższym oficerem armii bizantyjskiej, walczącej z Awarami i Bułgarami. Oddziały te zbuntowały się w 602, gdy cesarz Maurycjusz wyznaczył im na leża zimowe terytoria za Dunajem, będące pod kontrolą wroga. Zbuntowani żołnierze ruszyli pod wodzą Fokasa na Konstantynopol i przy pomocy mieszkańców miasta obalili Maurycjusza.
Obwołany przez senat i lud Konstantynopola Cesarzem Fokas został koronowany w kościele św. Jana Chrzciciela przez stołecznego patriarchę Cyriakosa. Na rozkaz nowego władcy zabito na oczach Maurycjusza jego pięciu synów oraz brata, następnie samego Maurycjusza.

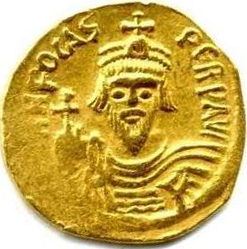
Solid Fokasa. Awers

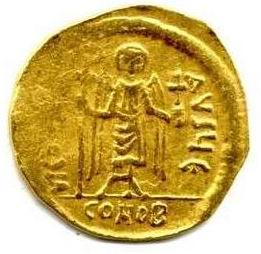
Solid Fokasa. Rewers

W momencie objęcia władzy przez Fokasa sytuacja cesarstwa była zła. Skarbiec państwa nie wytrzymywał ogromnych wydatków związanych z wojnami toczącymi się prawie na wszystkich granicach. Początkowo Fokas zyskał popularność obniżeniem wysokich za Maurycjusza podatków. Jednak sytuacja kraju szybko się pogarszała. W 603 wojnę cesarstwu wypowiedział władca Persji, Chosroes II, co rozpoczęło trwający ponad 20 lat konflikt (zobacz: wojny rzymsko-sasanidzkie), który wymagał zaangażowania ogromnych środków.

## Stosunki z Rzymem
Fokas utrzymywał przyjazne stosunki z przywódcami zachodniego chrześcijaństwa. 
Na wieść o zamordowaniu Maurycjusza, Papież Grzegorz I wysłał w maju 603 gratulacje nowemu Augustowi Fokasowi. Grzegorz I chwalił go także za dekret uznający supremację Kościoła Rzymskiego. W roku 608 egzarcha Rawenny, Smaragdus, za zgodą papieża Bonifacego IV dedykował Fokasowi  złoty posąg, który umieszczono na szczycie korynckiej kolumny, stojącej na Forum Romanum w Rzymie.
W roku 609 Fokas podarował Bonifacemu IV Panteon, który adaptował wnętrze budowli na kościół pw. Santa Maria ad Martyres – Świętej Marii Panny od Męczenników.

## Bunt przeciw Fokasowi
Uległość Fokasa wobec biskupów Rzymu przysporzyła mu wielu wrogów we własnym kraju. W 608 uznali oni, że pod rządami Fokasa kraj kroczy ku zagładzie i namówili do buntu egzarchę (namiestnika) Afryki Herakliusza. Ten wysłał do Egiptu armię pod wodzą swojego syna - również Herakliusza. Przeciwko rebeliantom Fokas wysłał wojska, które walczyły z Persami. Pozostawił w ten sposób wschodnią granicę cesarstwa bez zawodowej armii, co pozwoliło Chosroesowi II zająć liczne terytoria.
Po miesiącach ciężkich walk rebelianci opanowali Egipt. Fokas próbował jeszcze bronić się w Konstantynopolu, ale jego zięć, który miał dowodzić obroną, przeszedł na stronę buntowników. Fokas został obalony i zabity. Jego szczątki spalono na stosie. Nowym cesarzem został młody Herakliusz.
Ośmioletni okres panowania Fokasa był oceniany przez dawnych historyków bardzo źle. Powszechnie uznawano go za jednego z najgorszych tyranów, jacy rządzili Cesarstwem Bizantyjskim. Obarczano go winą za kryzys cesarstwa i klęski w wojnie z Persami.
Jego żoną była Leontia; mieli jedną córkę - Domencję.